# La musica dei popoli
La musica dei popoli è il secondo album della Riserva Moac pubblicato il 26 giugno 2009.

## Tracce
Testi di Fabrizio "Pacha Mama" Russo, musiche di Roberto "Zanna" Napoletano, eccetto dove segnalato; edizioni musicali Duduc.
1. La musica dei popoli – 3:49
2. Il mio delirio – 4:13
3. Ecce moac – 4:40
4. Mi lamento – 5:15
5. Andare camminare lavorare – 4:57 (testo: Piero Ciampi e Giuseppe Pavone – musica: Gianni Marchetti; edizioni musicali Universal Music Publishing)
6. Riassunto – 4:07 (musica: Roberto "Zanna" Napoletano)
7. Il riservista – 3:30
8. Te voje fa girà – 4:33
9. Canzone della buona compagnia – 4:13
10. Barumbà – 5:13 (Roberto "Zanna" Napoletano e Giuseppe Nardacchione)
11. Romantica – 3:44 (testo: Dino Verde – musica: Rascel; edizioni musicali Creazioni Artistiche Musicali)
12. L'indifferente – 4:26
13. La giudecca – 3:26

Il disco contiene anche una traccia dati contenente il video musicale di Ecce moac.

## Formazione
- Pacha Mama (Fabrizio Russo): voce;
- Maya (Mariangela Pavone): voce;
- Zanna (Roberto Napoletano): fisarmonica, cori, tastiere e percussioni;
- Zefiro (Aldo Iezza): zampogna, ciaramella, gaita, zurna, xaphone, tin whistle e kazoo;
- Kilone (Gianni Nardacchione): chitarra e sitar;
- Basko (Patrizio Forte): basso;
- Sir Amur (Oreste Sbarra): batteria
- Vladimiro D'Amico: Sassofono alto e baritono

### Altri musicisti
- Franco Di Rienzo: flauto e ottavino in Andare camminare lavorare;
- Alessio Lalli: tromba;
- Matteo Iannaccio: violino in Te voje fa gira' e Canzone della buona compagnia;
- Roberto "Master" Gatti: Bonghi in Barumbà;
- Umberto Colozza: programmazione in Ecce moac;
- Emma Tontodonati: coor in Barumbà;
- Franco Di Rienzo, Incoronata Buttino, Gianna Perrella e Giacomo Fallica: coro lirico in Andare camminare lavorare.